# Frank DuMond
Frank Vincent DuMond (Rochester, 20 de agosto de 1865 – Nueva York, 6 de febrero de 1951) fue uno de los más influyentes maestros de pintura del siglo XX en los Estados Unidos. Fue un ilustrador y pintor impresionista americano de retratos y paisajes, y un destacado maestro que enseñó a miles de estudiantes de pintura a lo largo de una carrera que abarcó más de cincuenta años.

## Primeros años y formación
Frank Vincent DuMond nació el 20 de agosto de 1865 en Rochester (Nueva York). Su padre era fabricante de material de fontanería. Desde muy joven mostró interés por el dibujo y participó en los círculos artísticos locales desde los primeros años de la década de 1880. Consiguió trabajo como ilustrador en una empresa de rótulos. Tras graduarse en una escuela pública de Rochester, DuMond se trasladó a la ciudad de Nueva York en 1884.
De 1884 a 1888, estudió en la Liga de Estudiantes de Arte de Nueva York, bajo Carroll Beckwith y William Sartain. DuMond pudo pagar sus estudios de pintura gracias a un trabajo como ilustrador para el periódico de Nueva York Daily Graphic. Sus buenos resultados allí dieron lugar a que le ofrecieran un trabajo en Harper's Weekly. También más tarde trabajó para revistas como Century, McClure o Scribner's.
Se trasladó a París para continuar sus estudios. Desde 1888 o 1889 y hasta 1891 estudió en la Academia Julian, donde tuvo entre sus maestros a Benjamin Constant, Jules Joseph Lefebvre o Gustave Boulanger. Obtuvo un primer reconocimiento en 1890, cuando una de sus pinturas, Sagrada Familia, fue exhibida en el Salón de Parísy fue galardonada con una prestigiosa medalla.
Sus primeros trabajos correspondían a un estilo modernista, pero en París se vio influenciado por la Escuela de Barbizon, para luego convertirse en un Impresionista. En 1894 se casó con Helen Savier de Portland (Oregón), también artista. Pasaron cinco años pintando en Francia, donde también impartió clases de verano para la Liga de Estudiantes de Arte, pintando paisajes al aire libre desde el amanecer hasta la puesta del sol. En 1900 fue elegido miembro de la Academia Nacional de Dibujo de Estados Unidos, de la que se convirtió en Académico ordinario en 1906.

## Obra
DuMond expuso en la Exposición de los Estados del Algodón, en Atlanta, en la Exposición Mundial Colombina de Chicago, en la Exposición Panamericana de Búfalo (Nueva York) y en la Exposición de Saint Louis. Ocupó el cargo de director de bellas artes en la Exposición del Centenario de Lewis y Clark en Portland, en 1905, y  ayudó a organizar la primera exposición en el Museo de Arte de Portland ese mismo año. Para la Exposición Universal de San Francisco de 1915, preparó dos enormes murales, de 12 pies de alto por 47 pies de largo, actualmente expuestos en la Biblioteca Pública de San Francisco.

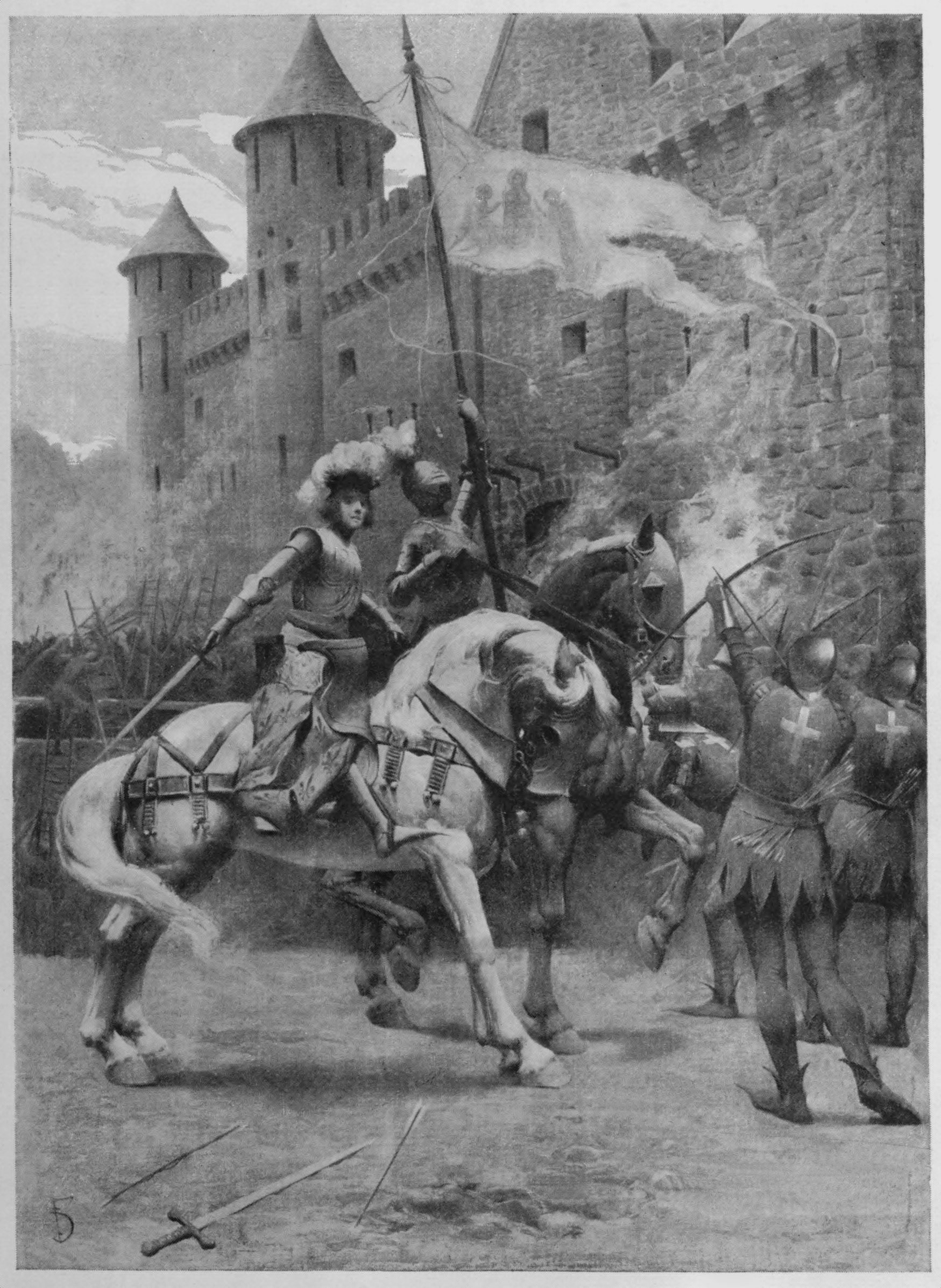
"La toma de Les Tourelles" – ilustración del libro de Mark Twain Personal Recollections of Joan of Arc

El editor de Harper's, que también era presidente de la Liga de Estudiantes de Arte, le convenció para aceptar un trabajo como profesor en la Liga. Durante un tiempo, siguió realizando trabajos de ilustración además de dedicarse a la enseñanza, incluyendo los dibujos para la obra de Mark Twain Personal Recollections of Joan of Arc (Recuerdos personales de Juana de Arco).
Como profesor durante más de cincuenta años, DuMond enseñó a miles de artistas en la Liga de Estudiantes de Arte. Entre sus alumnos se encontraron Norman Rockwell, Georgia O'Keeffe, John Marin, Frank J. Reilly, Charles Webster Hawthorne, Frank Herbert Mason, Ogden Pleissner, Kenneth Hayes Miller, Louis Bouché, Eugene Speicher, Helen Winslow Durkee, Arthur Maynard o Rosina Cox Boardman.
DuMond desarrolló una Paleta Prismática, usada especialmente para los paisajes. Sus estudiantes aprendían a ver una progresión de luz prismática en pinturas pre-mezcladas en una progresión tonal que fluía del amarillo al violeta en el lado cálido y del amarillo al verde al verde azulado y al violeta en el lado frío. Algunas variaciones de la Paleta Prismática son todavía utilizadas por muchos artistas y maestros y por algunas escuelas, incluyendo el Instituto de Arte Ridgewood, en Nueva Jersey.
DuMond fue miembro de la Colonia artística de Old Lyme, en Old Lyme (Connecticut), donde vivía en un barrio llamado Grassy Hill. Durante varios años dirigió la Escuela de Verano de pintura de la Liga de Estudiantes de Arte de Lyme, donde también daba clases al aire libre, como lo había hecho en Francia. Después de que la escuela se trasladara a Woodstock (Nueva York), DuMond siguió dando clases particulares en Old Lyme.
DuMond murió en la ciudad de Nueva York el 6 de febrero de 1951, a la edad de 85 años.

### Colección Recuerdos personales de Juana de Arco (1896)

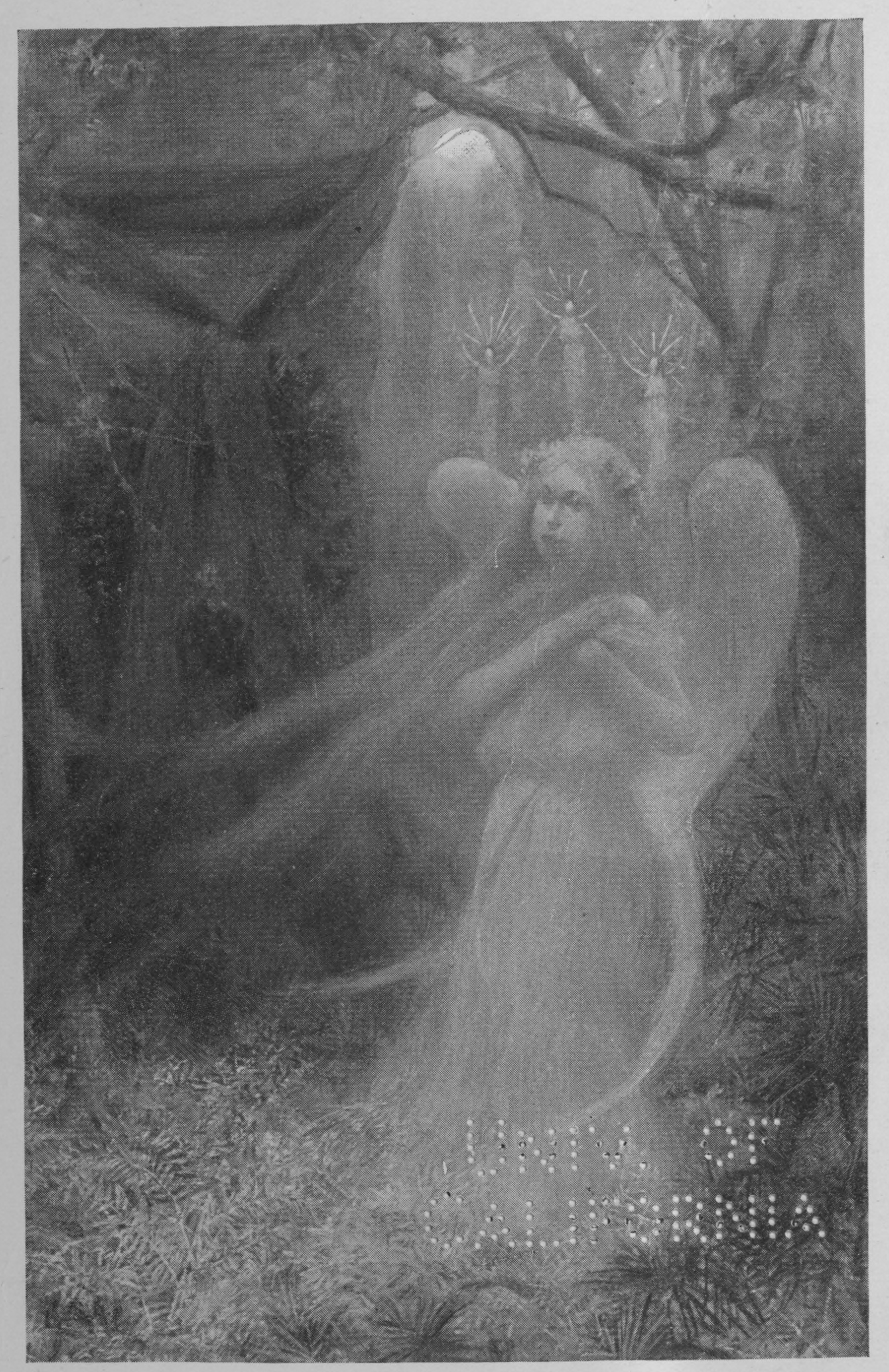
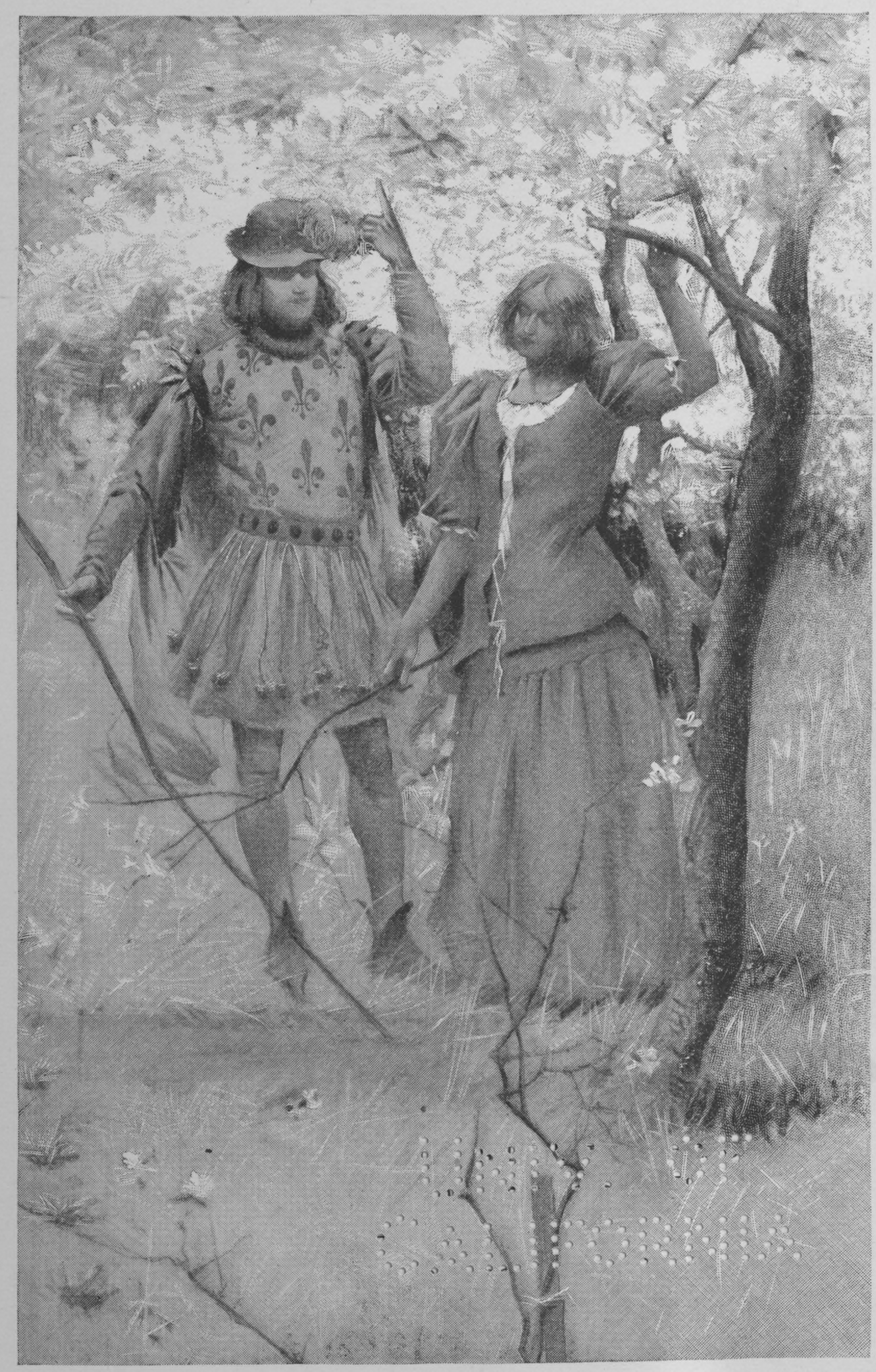
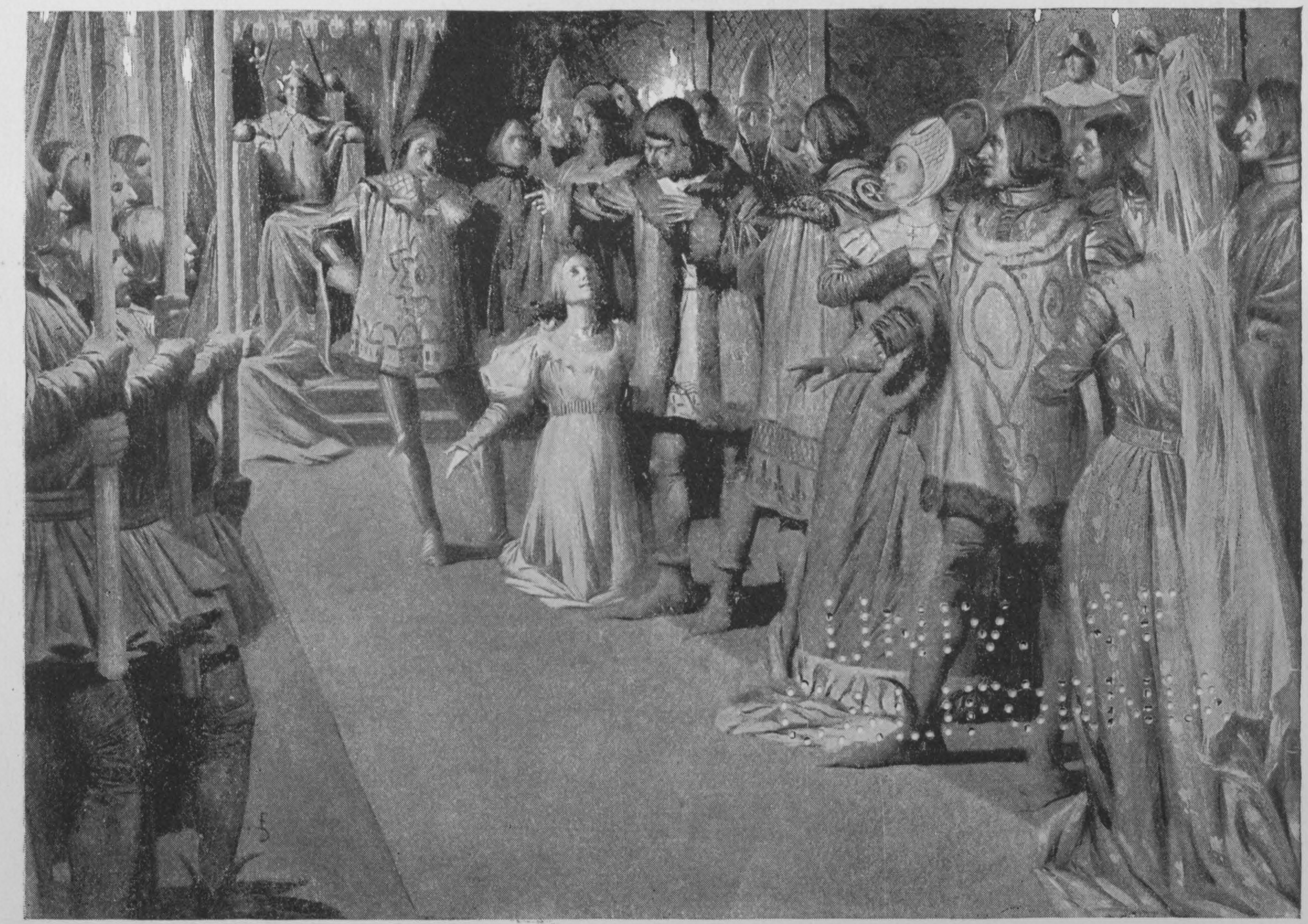
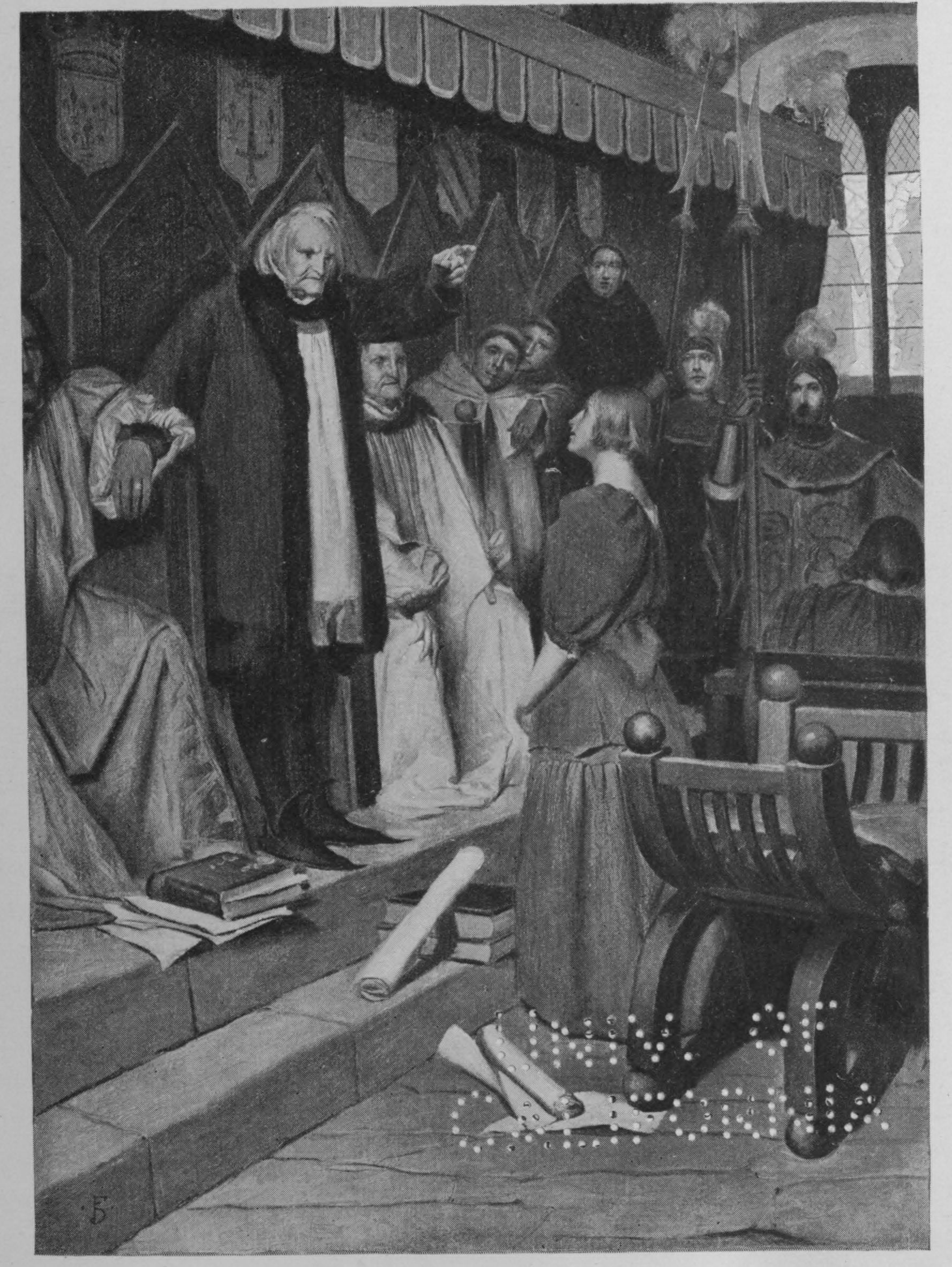
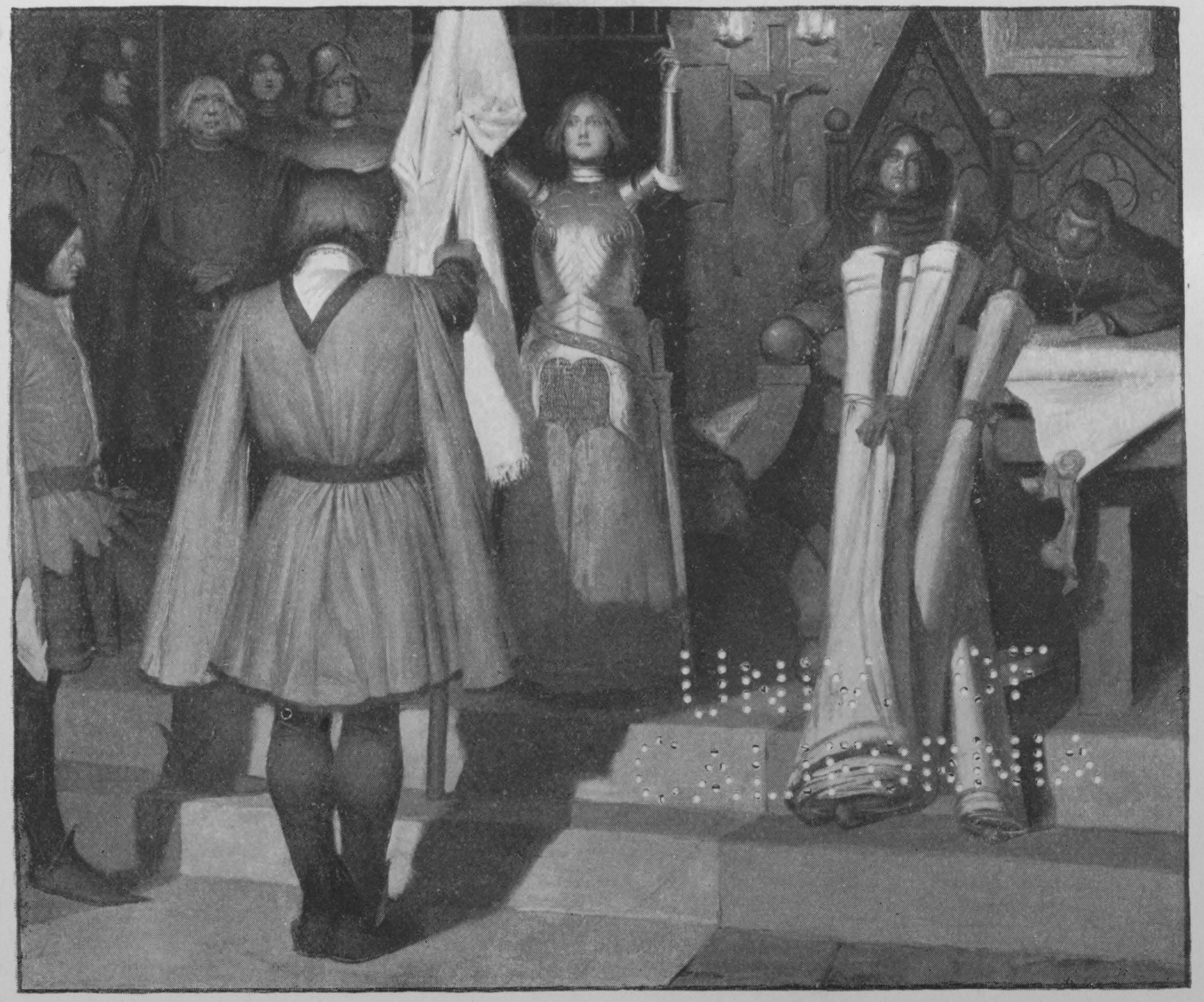
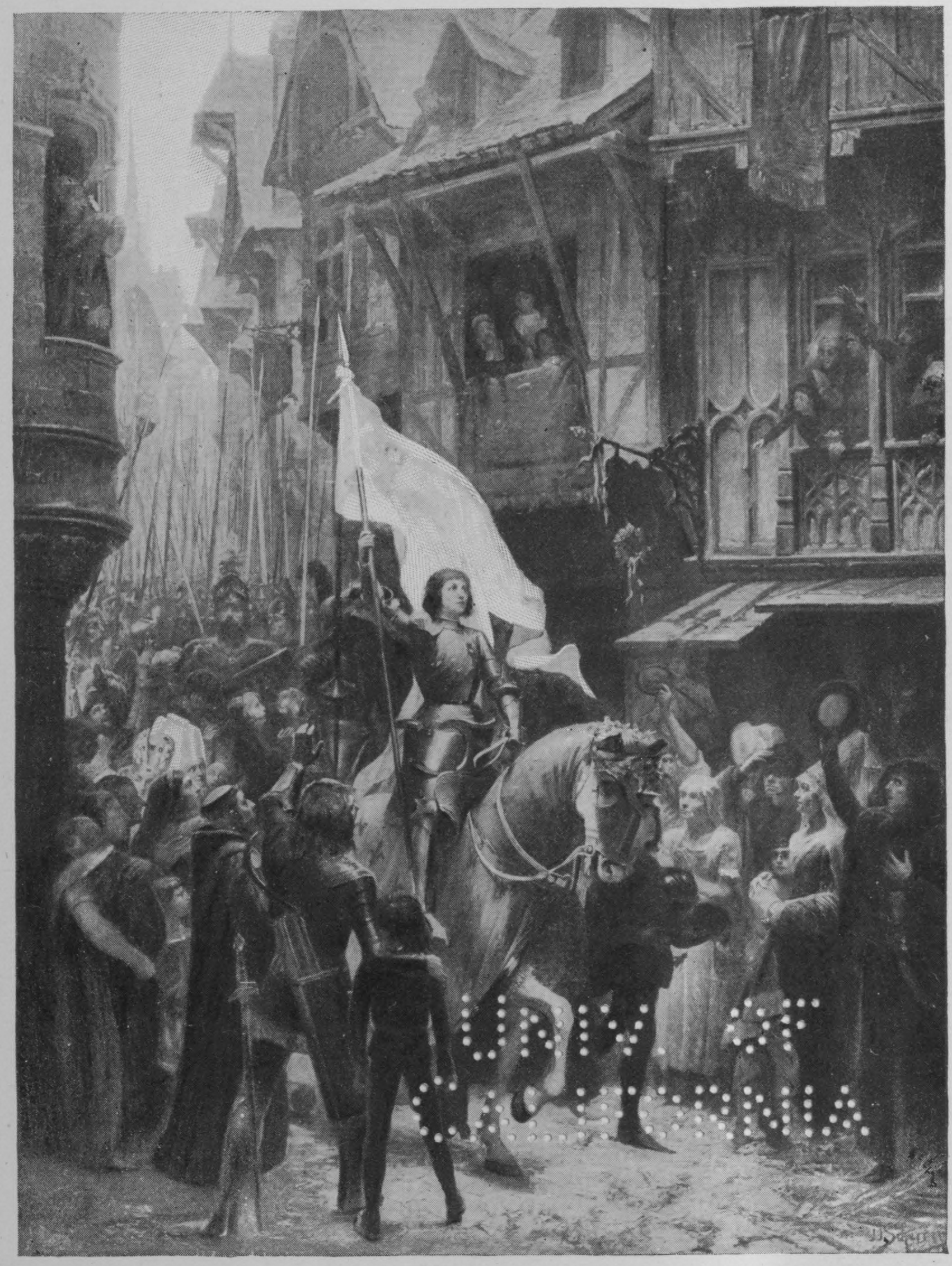
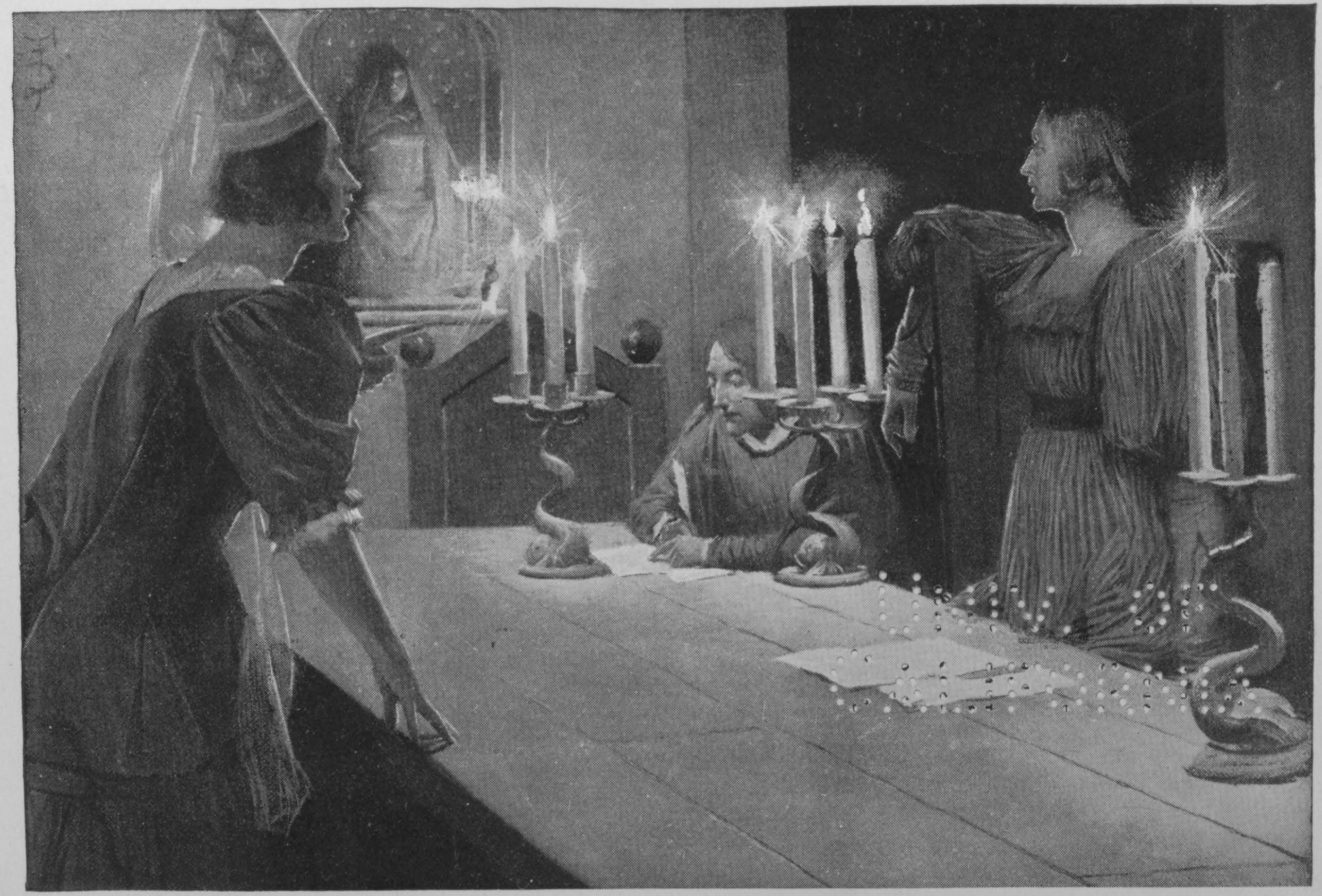
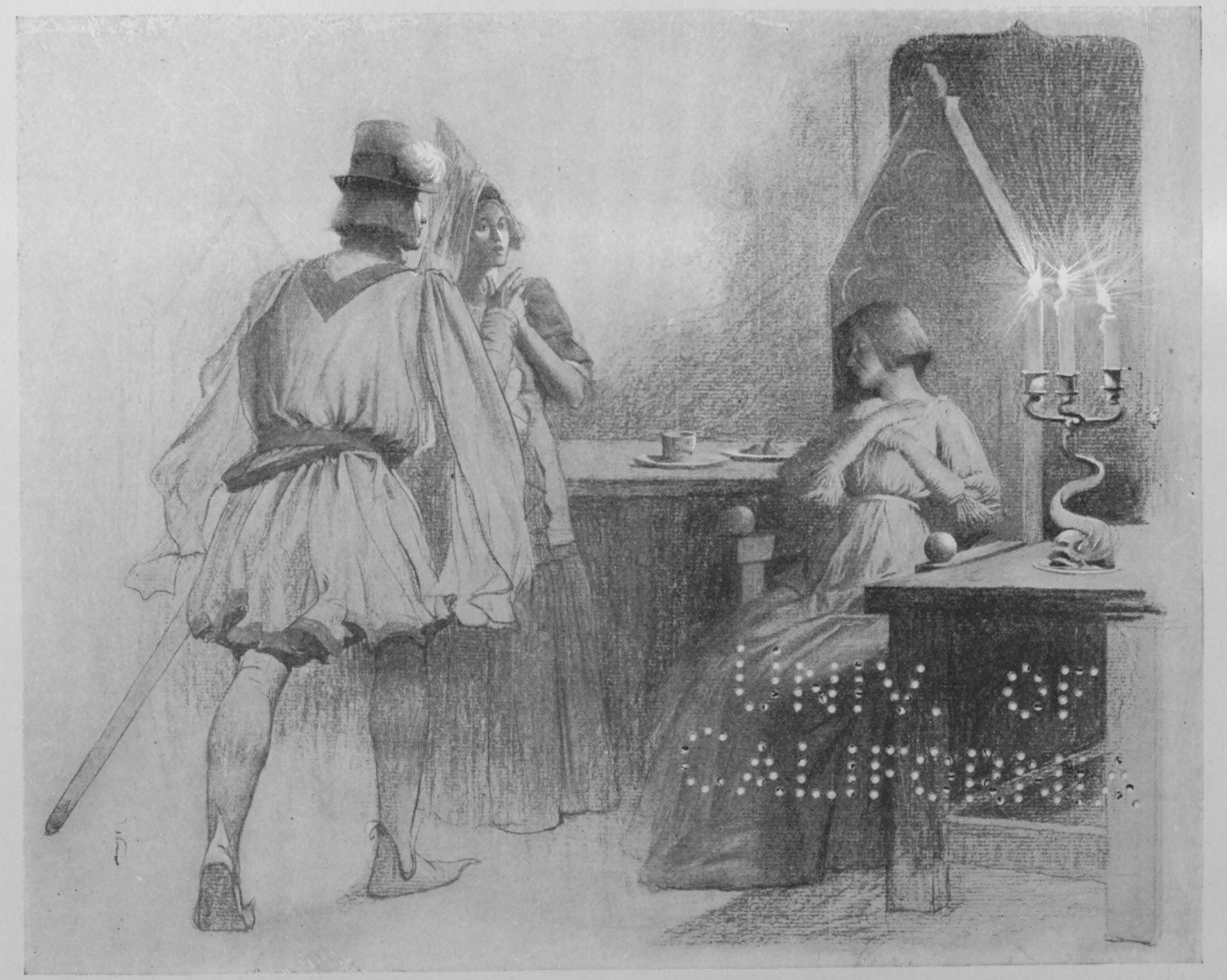
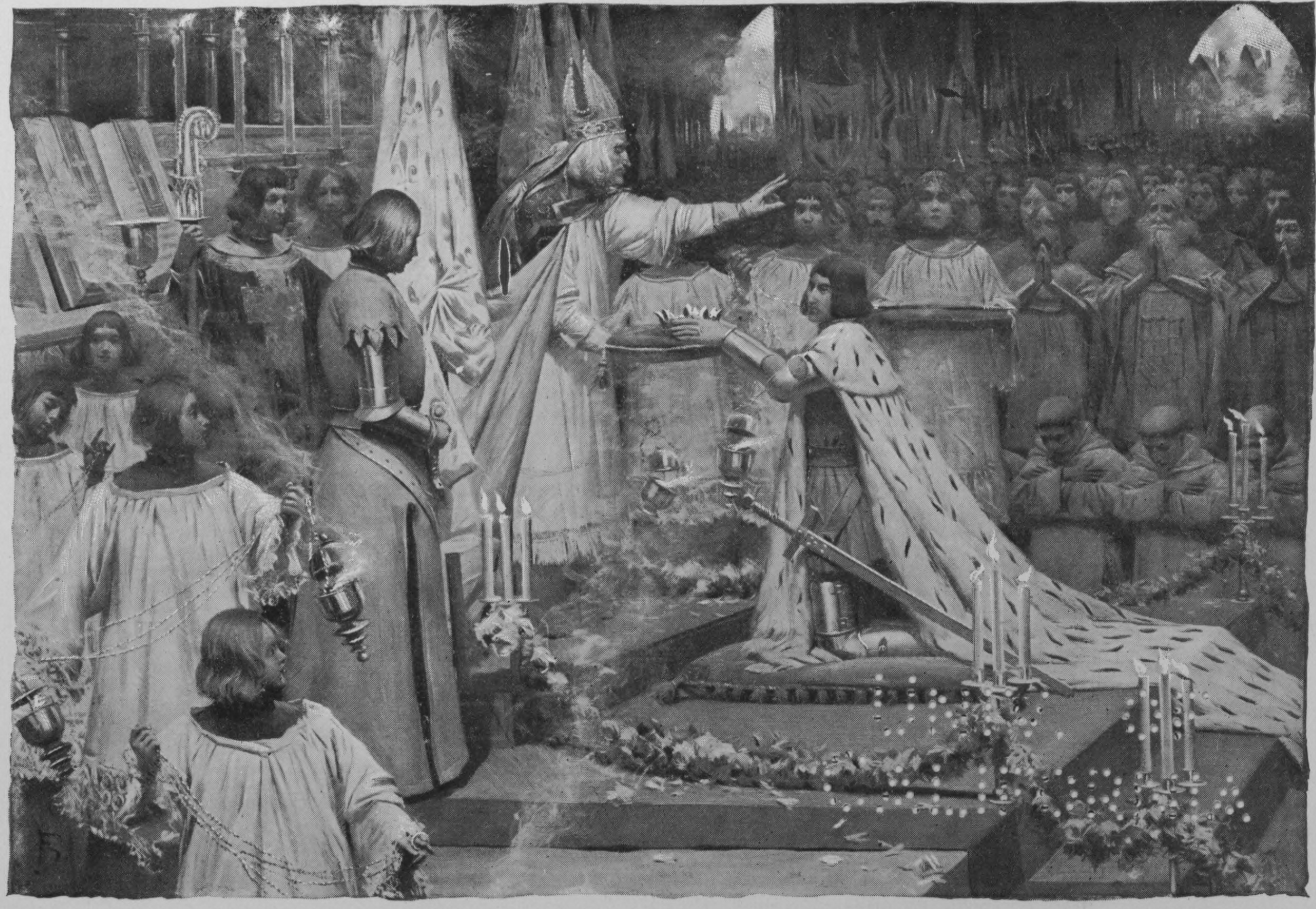
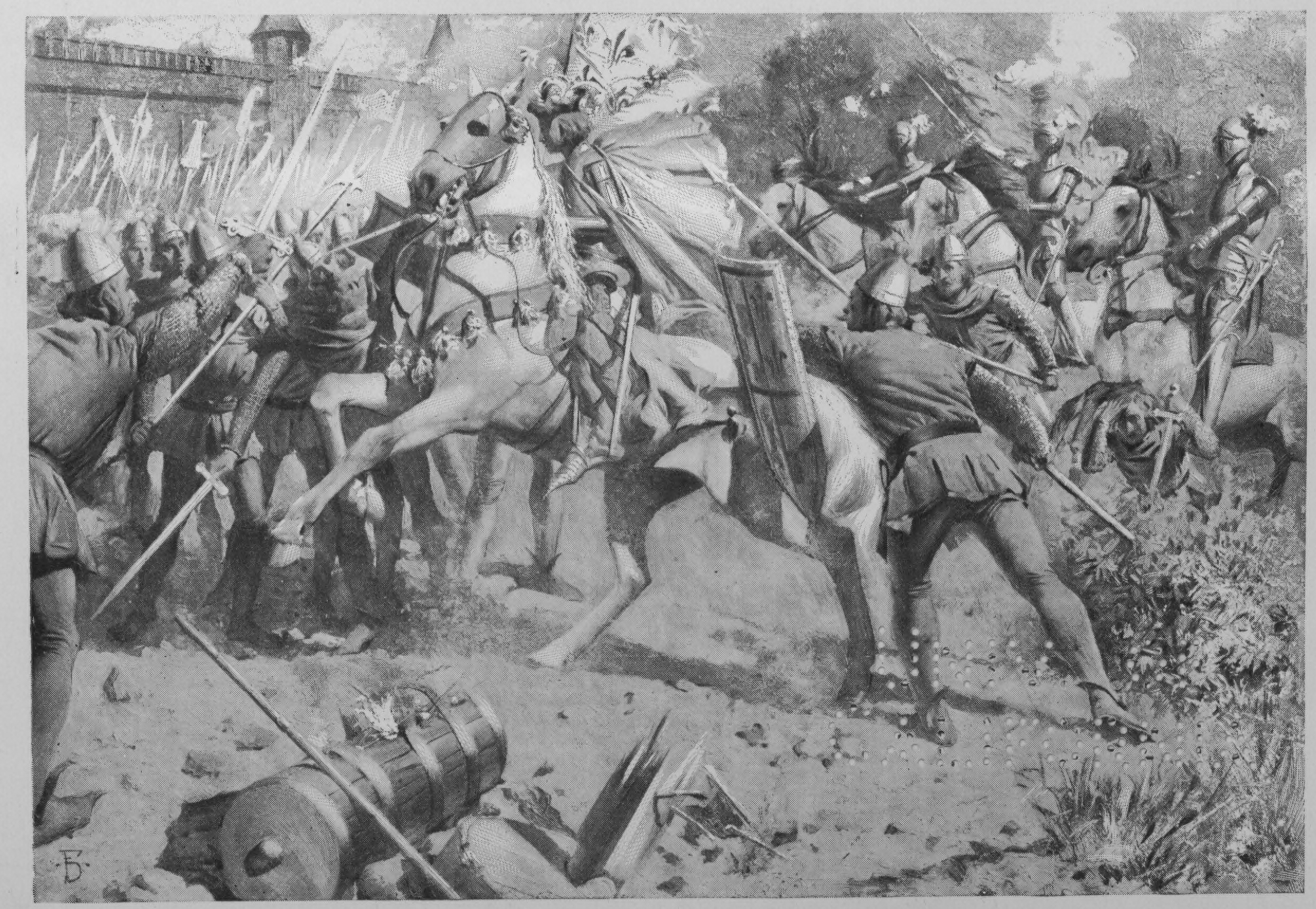
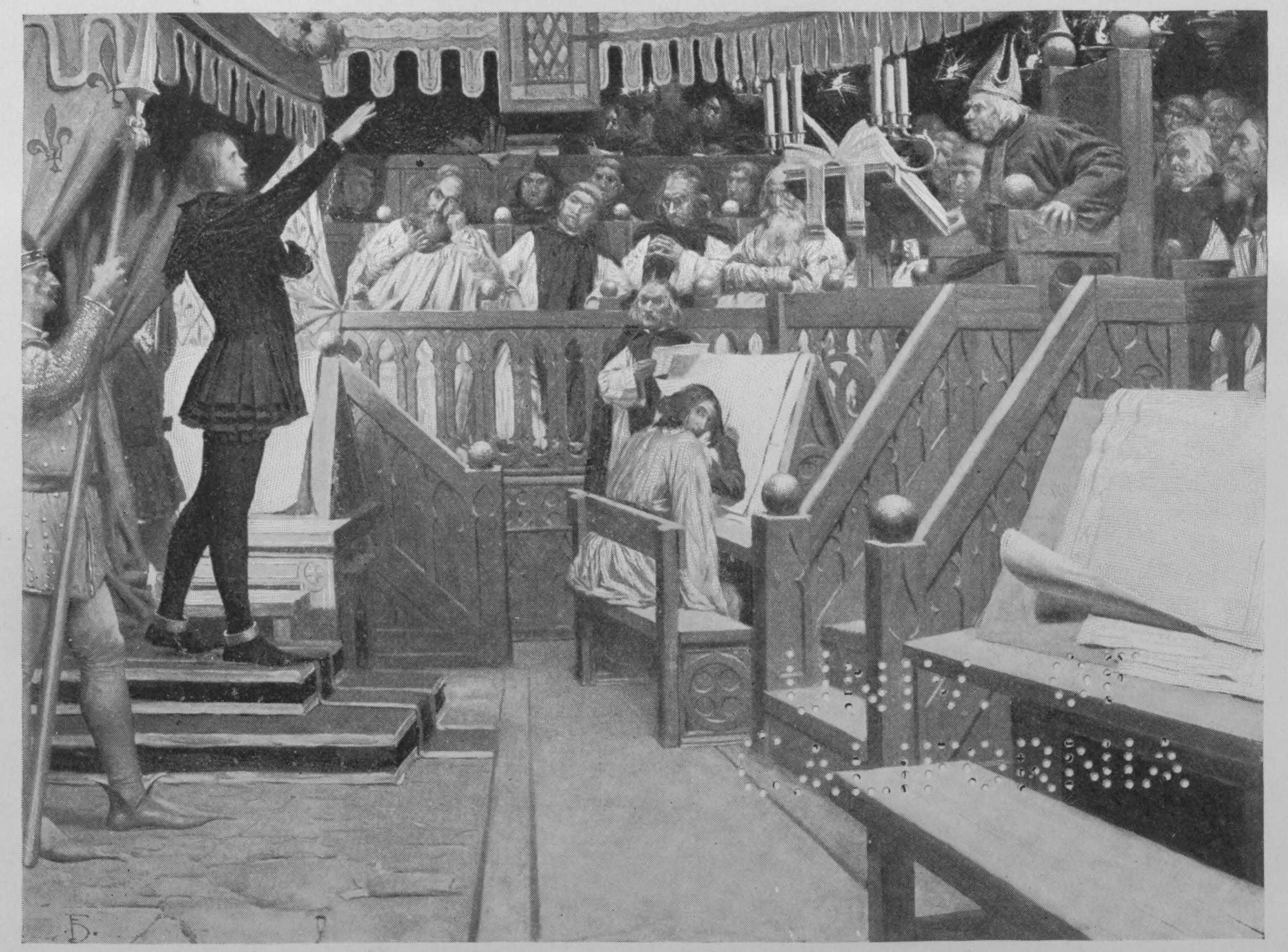
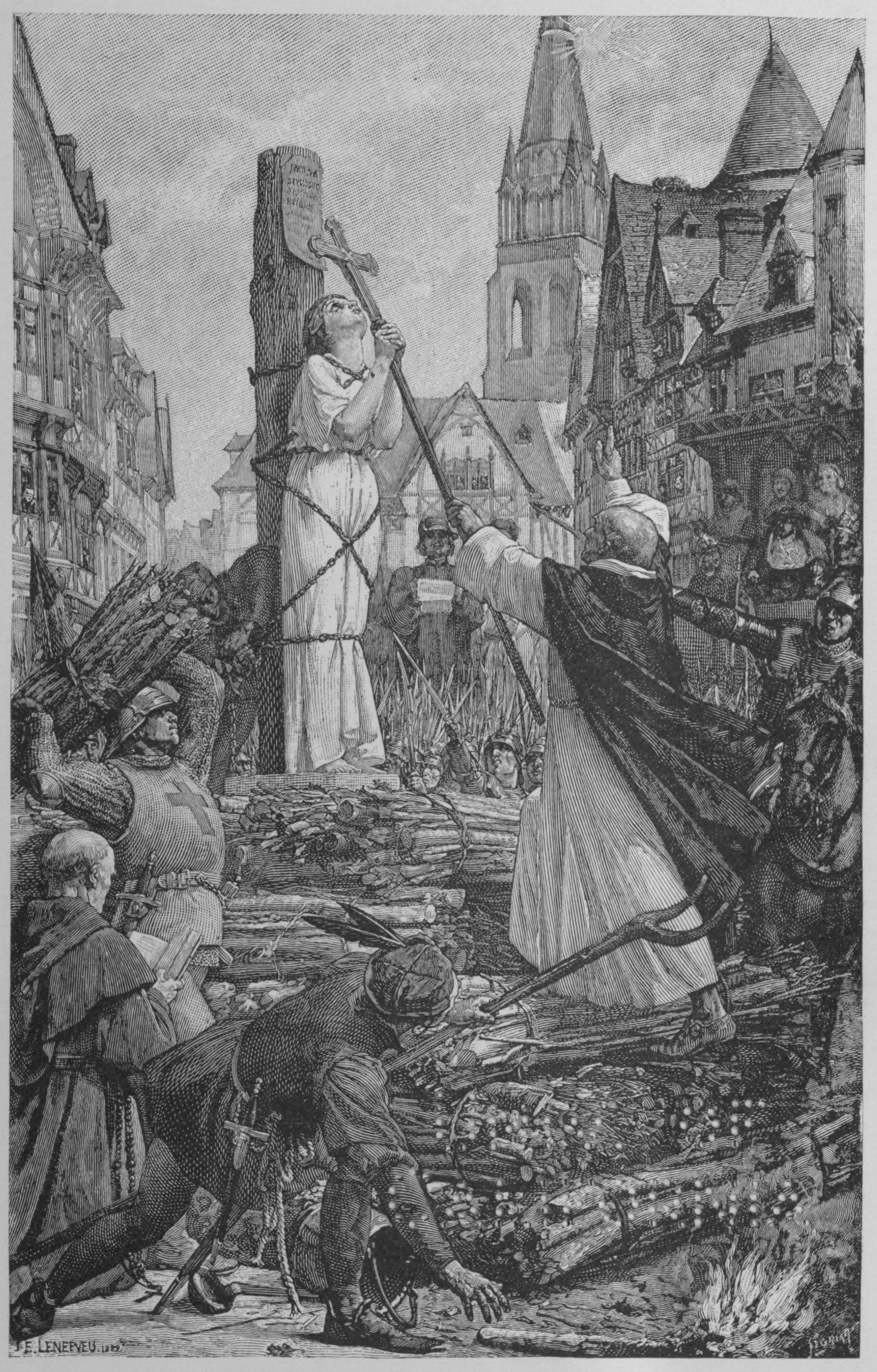
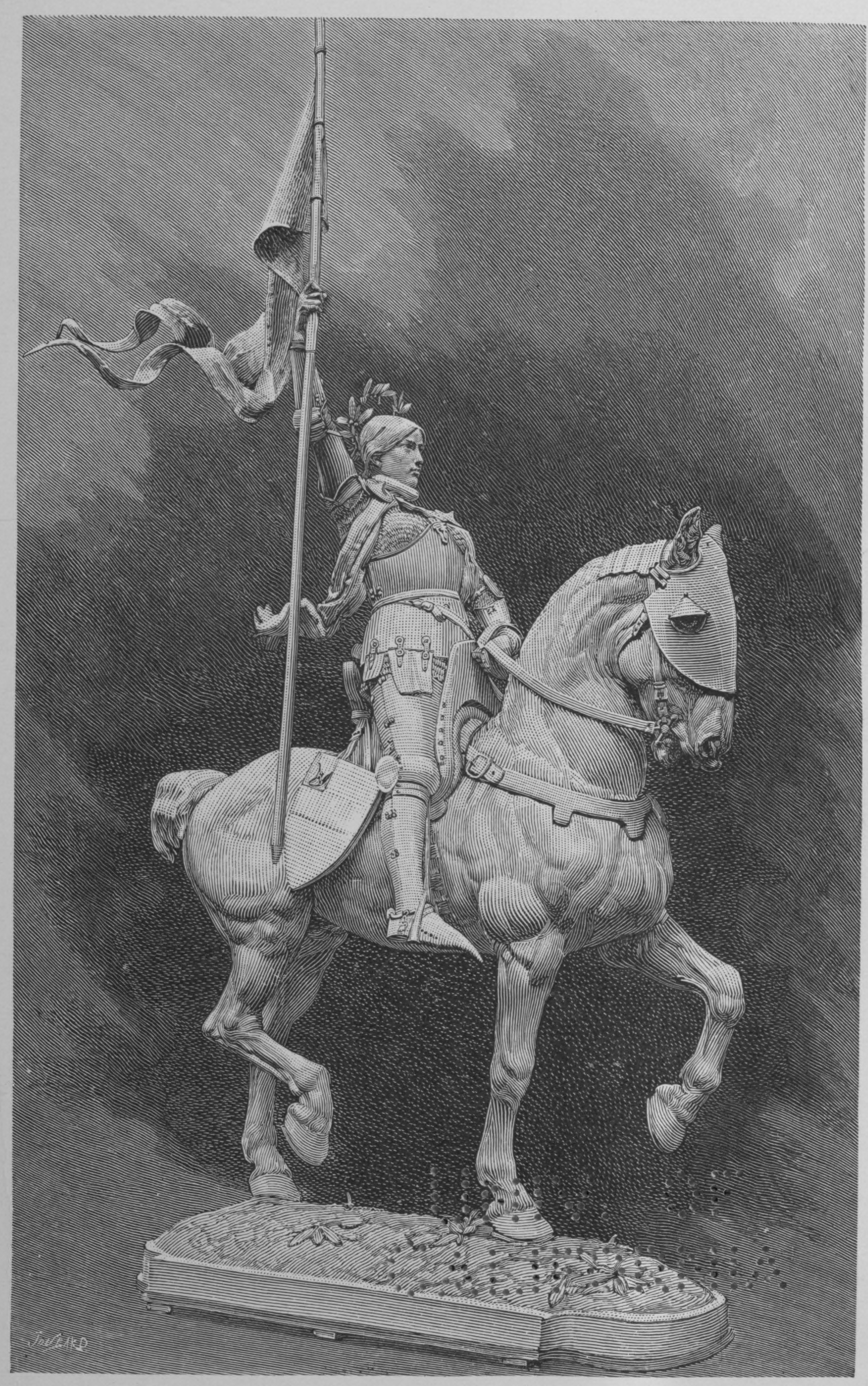
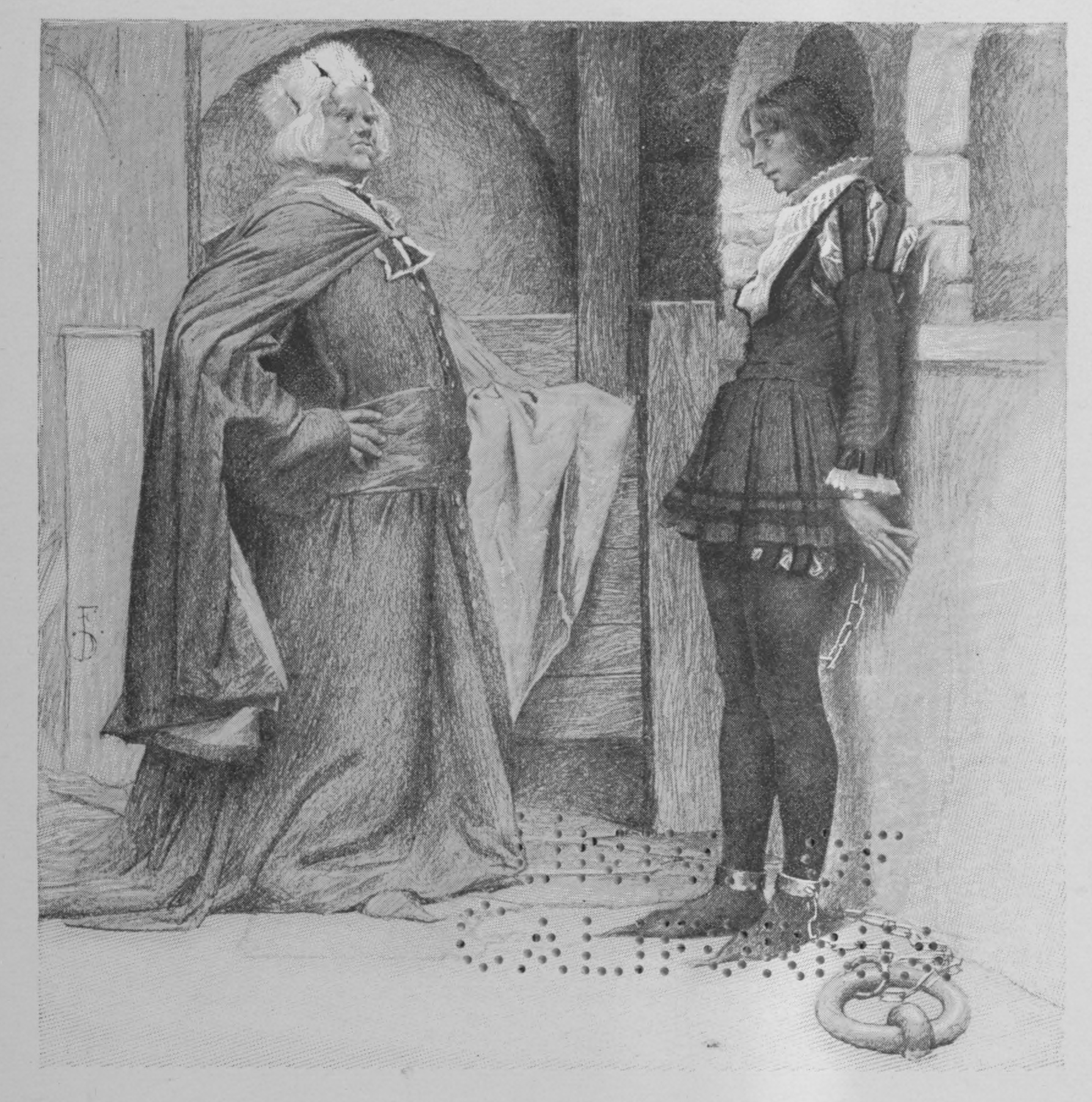

## Colecciones
Algunas de las obras de DuMond se encuentran en las colecciones permanentes de las siguientes instituciones:
- Brandywine River Museum[16]
- Bruce Museum of Arts and Science[16]
- Cooper–Hewitt, National Design Museum
- Cummer Museum of Art and Gardens
- Delaware Art Museum
- Denver Art Museum
- Florence Griswold Museum[17]
- Lyman Allyn Art Museum
- Academia Nacional de Dibujo de Estados Unidos
- National Arts Club
- New Britain Museum of American Art
- Portland Art Museum
- Richmond Art Museum
- San Francisco Arts Commission
- Biblioteca Pública de San Francisco
- Museo Smithsoniano de Arte Americano[16]
- Society of Illustrators
- Strong Museum
- Museo de Bellas Artes de Virginia[18]